# 库斯朗地区蒙茹瓦
库斯朗地区蒙茹瓦（法語：Montjoie-en-Couserans，法語發音：[mɔ̃ʒwa ɑ̃ kuzʁɑ̃]）是法国阿列日省的一个市镇，属于聖日龍區。

## 地理
库斯朗地区蒙茹瓦（43°0'6"N, 1°9'34"E）面积29.63 平方千米，位于法国奧克西塔尼大區阿列日省，该省份为法国西南部内陆省份，西部和北部与上加龙省接壤，东临奥德省，东南至东比利牛斯省接壤，南与安道尔和西班牙接壤。
与库斯朗地区蒙茹瓦接壤的市镇（或旧市镇、城区）包括：孔特拉济、昂库尔蒂耶克、加让、莱斯屈尔、蒙塔尔迪、孟德斯鸠阿旺泰斯、里韦尔内尔、圣日龙、圣利济耶。

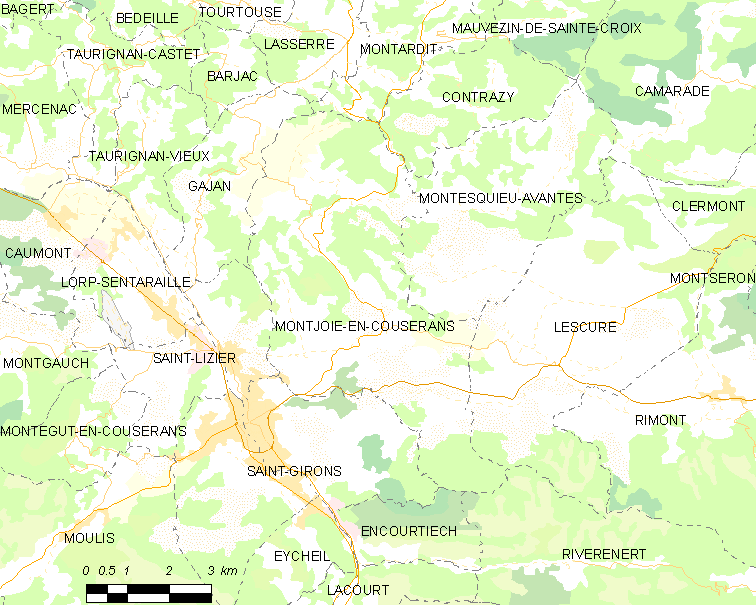
库斯朗地区蒙茹瓦的OSM定位图

库斯朗地区蒙茹瓦的时区为UTC+01:00、UTC+02:00（夏令时）。

## 行政
库斯朗地区蒙茹瓦的邮政编码为09200，INSEE市镇编码为09209。

## 政治
库斯朗地区蒙茹瓦所属的省级选区为库斯朗谷地县。

## 人口

1962-2008年间库斯朗地区蒙茹瓦人口变化图示

库斯朗地区蒙茹瓦于2022年1月1日时的人口数量为1001人。